# Plebiscito sobre el estatus político de Puerto Rico de 2024
El plebiscito sobre el estatus político de Puerto Rico de 2024 es un referéndum que se realizó en Puerto Rico el 5 de noviembre de 2024 con respecto al futuro estatus político de la isla. Convocado por el gobernador en julio del mismo año a través de una orden ejecutiva, la Ley 165 de 2020 dio paso a la celebración de una séptima consulta sobre el futuro político del archipelago.
En esta ocasión, el plebiscito solo trataba tres alternativas diferentes: la estadidad, la soberanía en libre asociación y la independencia, Como en el caso de los referendos anteriores, la consulta no será vinculante ni para el Gobierno puertorriqueño ni para el Congreso de los Estados Unidos, siendo este último el único órgano que puede admitir a debate y luego a votación la admisión de un nuevo estado. Cabe destacar que una consulta similar, es decir, donde se presentan las mismas tres alternativas, fue llevada a cabo previamente en 2012.
La opción de estadidad logró la mayoría de los votos con 620.782 votos, seguida por la independencia con 313.259 votos y la soberanía en libre asociación con 125.171 votos. Más del 16 % de las papeletas estaban en blanco o no eran válidas. 

## Opciones en la papeleta
La consulta consta de tres opciones: Estadidad, Independencia y Soberanía en Libre Asociación con los Estados Unidos. La Orden Ejecutiva (OE) 2024-016 dispone que la papeleta incluirá las siguientes explicaciones de las alternativas:
A.	Estadidad: 
1. El Estado de Puerto Rico es admitido a la Unión en plena igualdad con los otros Estados en todos los aspectos y es parte de la unión permanente de los Estados Unidos de América, sujeto a la Constitución de los Estados Unidos, con facultades no prohibidas por la Constitución a los Estados y reservadas al Estado de Puerto Rico o a sus residentes.
2. Los residentes de Puerto Rico son plenamente autónomos con sus derechos asegurados bajo la Constitución de los Estados Unidos, que será plenamente aplicable en Puerto Rico, y que con las leyes y los tratados de los Estados Unidos, es la ley suprema y tiene la misma fuerza y efecto en Puerto Rico como en los otros Estados de la Unión.
3. La ciudadanía de Estados Unidos de los nacidos en Puerto Rico está reconocida, protegida y asegurada bajo la Constitución de los Estados Unidos en la misma manera en la que dicha ciudadanía es para todos los ciudadanos de los Estados Unidos nacidos en los otros Estados.
4. Puerto Rico ya no será una posesión de los Estados Unidos para propósitos del Código de Rentas Internas de los Estados Unidos. En cambio, el Estado de Puerto Rico se convertirá en un estado en pie de igualdad con cada uno de los 50 estados actuales de los Estados Unidos de América. Las personas y empresas residentes en el Estado de Puerto Rico estarán sujetas a la ley tributaria federal de los EE.UU., así como a las leyes tributarias estatales aplicables.

B.	Independencia: 
1. Puerto Rico es una nación soberana con plena autoridad y responsabilidad sobre su territorio y población bajo una constitución de su propia aprobación que será la ley suprema de la nación.
2. Puerto Rico está investido de plenos poderes y responsabilidades consistentes con los derechos y responsabilidades que recaen sobre una nación soberana bajo el derecho internacional, incluyendo su propia política fiscal y monetaria, inmigración, comercio y la conducta en su propio nombre y derecho de relaciones con otras naciones y organizaciones internacionales.
3. Puerto Rico tiene plena autoridad y responsabilidad sobre sus leyes de ciudadanía e inmigración, y el nacimiento en Puerto Rico o el parentesco con personas con ciudadanía estatutaria de Estados Unidos por nacimiento en el anterior territorio dejará de ser fundamento para la nacionalidad o ciudadanía de Estados Unidos, excepto que las personas que tienen la ciudadanía de los Estados Unidos tienen el derecho de retener la nacionalidad o ciudadanía de Estados Unidos de por vida, por derecho o por elección como lo prevé la legislación Federal.
4. Puerto Rico ya no será una posesión de los Estados Unidos para propósitos del Código de Rentas Internas de los Estados Unidos. En general, los ciudadanos y las empresas estadounidenses en la nación de Puerto Rico estarán sujetos a las leyes fiscales federales de los EE.UU. (como es el caso de cualquier otro ciudadano o empresas estadounidenses en el extranjero) y las leyes fiscales puertorriqueñas. El estatus de Puerto Rico como nación independiente y soberana será el factor de control en la tributación de los contribuyentes puertorriqueños.
5. La Constitución y las leyes de los Estados Unidos ya no aplican en Puerto Rico, y la soberanía de los Estados Unidos en Puerto Rico ha terminado.

C.	Soberanía en Libre Asociación con los Estados Unidos: 
1. Puerto Rico es una nación soberana con plena autoridad y responsabilidad sobre su territorio y población bajo una constitución de su propia aprobación que será la ley suprema de la nación.
2. Puerto Rico está investido de plenos poderes y responsabilidades consistentes con los derechos y responsabilidades que recaen sobre una nación soberana bajo el derecho internacional, incluyendo su propia política fiscal y monetaria, inmigración, comercio y la conducta en su propio nombre y derecho de relaciones con otras naciones y organizaciones internacionales, salvo disposición en contrario en los Artículos de Libre Asociación, a ser negociados por Puerto Rico y los Estados Unidos.
3. Puerto Rico tiene plena autoridad y responsabilidad sobre sus leyes de ciudadanía e inmigración, y las personas que tienen la ciudadanía de los Estados Unidos tienen el derecho a retener la nacionalidad y ciudadanía de Estados Unidos de por vida, por derecho o por elección como lo prevé la legislación Federal.
4. El nacimiento en Puerto Rico dejará de ser la base para nacionalidad o ciudadanía de los Estados Unidos. Las personas nacidas en Puerto Rico de al menos un padre ciudadano estadounidense serán ciudadanos estadounidenses al nacer, de conformidad con las leyes de inmigración de los Estados Unidos, durante la vigencia del primer acuerdo de los Artículos de Libre Asociación.
5. Puerto Rico se adhiere a Artículos de Libre Asociación con los Estados Unidos, con tales delegaciones y reservas de funciones gubernamentales como fueren acordadas por ambas Partes conforme a dichos Artículos, los cuales podrán ser dados por terminados por los Estados Unidos o por Puerto Rico en cualquier momento.
6. Puerto Rico ya no será una posesión de los Estados Unidos para propósitos del Código de Rentas Internas de los Estados Unidos. En general, los ciudadanos y las empresas estadounidenses en la nación de Puerto Rico estarán sujetos a las leyes fiscales federales de los EE.UU. (como es el caso de cualquier otro ciudadano o empresas estadounidenses en el extranjero) y las leyes fiscales puertorriqueñas. El estatus de Puerto Rico como nación independiente y soberana será el factor de control en la tributación de los contribuyentes puertorriqueños. Además, Puerto Rico entrará en un acuerdo con los Estados Unidos para proveer “Soberanía en Libre Asociación” entre las dos naciones. Este acuerdo puede modificar las normas tributarias aplicables de otro modo, sujeto a negociación y ratificación por las dos naciones.
7. La Constitución de los Estados Unidos ya no aplica en Puerto Rico, las leyes de los Estados Unidos ya no aplican en Puerto Rico, a menos que se disponga lo contrario en los Artículos de Libre Asociación, y la soberanía de los Estados Unidos en Puerto Rico ha terminado.
8. Todos los asuntos pertenecientes a la relación gobierno a gobierno entre Puerto Rico y los Estados Unidos, que pueden incluir relaciones internacionales, comercio, finanzas, impuestos, moneda, asistencia económica, seguridad y defensa, resolución de controversias y terminación, deberán de ser previstos por los Artículos de Libre Asociación.

## Posiciones de los partidos políticos sobre la consulta

### A Favor de la Estadidad
- Partido Nuevo Progresista

### LLamado a voto en blanco
- Partido Independentista Puertorriqueño
- Partido Popular Democrático
- Movimiento Victoria Ciudadana

### No tiene postura clara
- Proyecto Dignidad

## Encuestas
| Encuestadora                                 | Fechas                                | Tamaño de la muestra | Margen de error | Estadidad | Independencia | Libre Asociación | Otros | Indecisos |
| -------------------------------------------- | ------------------------------------- | -------------------- | --------------- | --------- | ------------- | ---------------- | ----- | --------- |
| IZQ Strategies                               | 14-31 de octubre de 2024              | 1651 (VR)            | ± 3,0 %         | 45 %      | 8 %           | 22 %             | 18 %  | 7 %       |
| Consultoría Académica e Investigación Social | 10-22 de octubre de 2024              | 784 (A)              | ± 3,50 %        | 48 %      | 23 %          | 22 %             | —     | 2 %       |
| Consultoría Académica e Investigación Social | 10-22 de octubre de 2024              | 784 (A)              | ± 3,50 %        | 36 %      | 18 %          | 15 %             | 29 %  | 2 %       |
| Gaither International/El Vocero/WAPA/WKAQ    | 1-16 de octubre de 2024               | 1,109 (A)            | ± 2,94 %        | 49 %      | 14 %          | 21 %             | —     | 16 %      |
| El Nuevo Día and The Research Office         | 28 de septiembre-2 de octubre de 2024 | 1000 (VR)            | ± 3,0 %         | 44 %      | 19 %          | 25 %             | 9 %   | 3 %       |
| Noticel y Atlas Intel                        | 15-22 de febrero de 2024              | 2,200 (VP)           | ± 2.0%          | 47.2 %    | 11.4 %        | 23.3 %           | —     | 18.1 %    |

## Resultados
Según la Comisión Estatal de Elecciones de Puerto Rico (CEE), el 58,6 % votó a favor de la estadidad, el 29,6 % a favor de la independencia y el 11,8 % a favor de la soberanía en libre asociación.La comisión certificó estos resultados como los finales y oficiales del plebiscito el 17 de enero de 2025.
|  | 58.61 % |

|  | 49.13 % |

|  | 29.57 % |

|  | 24.79 % |

|  | 11.82 % |

|  | 9.91 % |